# بیتور الکیزا
بیتور الکیزا (انگلیسی: Bittor Alkiza؛ زادهٔ ۲۶ اکتبر ۱۹۷۰) بازیکن فوتبال اهل اسپانیا است.
از باشگاه‌هایی که در آن بازی کرده‌است می‌توان به باشگاه فوتبال رئال سوسیداد و باشگاه فوتبال اتلتیک بیلبائو اشاره کرد.
وی همچنین در تیم‌های ملی فوتبال زیر ۱۹ سال اسپانیا، زیر ۲۰ سال اسپانیا، اسپانیا، و باسک بازی کرده‌است.